# Porfyrios
Porfyrios z Tyru (232–304) byl novoplatónský filosof.
Jeho rodné jméno bylo Malchos („král“), ale po příchodu do Říma si své jméno pořečtil – na Porfyrios (podle nachové barvy královského oděvu).
Porfyrios nejprve studoval v Athénách, kde se zabýval gramatikou a rétorikou. V roce 262 odešel do Říma, kam jej zlákal věhlas Plótínův, u kterého pak šest let studoval novoplatónismus. Z přepracování si poškodil zdraví a pět let strávil na Sicílii. Po svém návratu do Říma vyučoval filosofii. Jeho nejvýznamnějším žákem byl Iamblichos z Chalkidy. Ke stáří se oženil s vdovou se sedmi dětmi.
Porfyrios byl vášnivým odpůrcem křesťanství (spis Proti křesťanům). Vytvořil teorii, že biblická kniha Daniel byla sepsána Židy ve 2. století př. n. l. za vlády Antiocha IV. Epifana, tedy až po předpovídaných událostech, u kterých nemohl zpochybnit, že se splnily, a ne Danielem v 6. st. př. n. l., jak o sobě tato kniha tvrdí. Byl též obhájcem vegetariánství (podobně jako Pýthagorás).
Byl jedním z nejvýznamnějších žáků Plótína, jehož spisy utřídil a vydal v šesti souborech po devíti spisech, v tzv. enneadách. Sepsal též Život Plótínův.
Komentáři k Platónovým, Aristotelovým, Theofrastovým a Plótínovým spisům založil tradici novoplatónského komentování klasických děl řecké filosofie.
Jeho stručné dílko, přeložené do latiny Boëthiem, Úvod k Aristotelovým Kategoriím (Isagoge), významně ovlivnilo středověkou logiku a filosofii, zejména podněty k úvahám a sporům o způsobu existence obecných pojmů (tzv. „univerzálií“). Spolu s Aristotelovými spisy Kategorie a O vyjadřování (také v Boëthiově překladu) sloužil tento spisek jako úvod do logické problematiky v období středověké logiky zvaném logica vetus.